# Gnophos argillacea
Gnophos argillacea är en fjärilsart som beskrevs av Warnecke 1939. Gnophos argillacea ingår i släktet Gnophos och familjen mätare. Inga underarter finns listade i Catalogue of Life.